# Keston Julien
Keston Anthony Julien (Port of Spain, 26 ottobre 1998) è un calciatore trinidadiano, difensore svincolato.

## Caratteristiche tecniche
È un terzino sinistro.

## Carriera

### Club
Dopo aver giocato in patria in prima divisione si è trasferito in Europa, dove ha giocato prima nella prima divisione slovacca e poi in quella moldava.

### Nazionale
Il 6 settembre 2018 ha esordito con la nazionale trinidadiana disputando l'amichevole vinta 2-0 contro gli Emirati Arabi Uniti.

## Statistiche

### Cronologia presenze e reti in nazionale
| Cronologia completa delle presenze e delle reti in nazionale ― Trinidad e Tobago | Cronologia completa delle presenze e delle reti in nazionale ― Trinidad e Tobago | Cronologia completa delle presenze e delle reti in nazionale ― Trinidad e Tobago | Cronologia completa delle presenze e delle reti in nazionale ― Trinidad e Tobago | Cronologia completa delle presenze e delle reti in nazionale ― Trinidad e Tobago | Cronologia completa delle presenze e delle reti in nazionale ― Trinidad e Tobago | Cronologia completa delle presenze e delle reti in nazionale ― Trinidad e Tobago | Cronologia completa delle presenze e delle reti in nazionale ― Trinidad e Tobago |
| Data                                                                             | Città                                                                            | In casa                                                                          | Risultato                                                                        | Ospiti                                                                           | Competizione                                                                     | Reti                                                                             | Note                                                                             |
| -------------------------------------------------------------------------------- | -------------------------------------------------------------------------------- | -------------------------------------------------------------------------------- | -------------------------------------------------------------------------------- | -------------------------------------------------------------------------------- | -------------------------------------------------------------------------------- | -------------------------------------------------------------------------------- | -------------------------------------------------------------------------------- |
| 6-9-2018                                                                         | Girona                                                                           | Trinidad e Tobago                                                                | 2 – 0                                                                            | Emirati Arabi Uniti                                                              | Amichevole                                                                       | -                                                                                | 74’                                                                              |
| 14-10-2018                                                                       | Suphanburi                                                                       | Thailandia                                                                       | 1 – 0                                                                            | Trinidad e Tobago                                                                | Amichevole                                                                       | -                                                                                | 90’                                                                              |
| 15-10-2019                                                                       | Caracas                                                                          | Venezuela                                                                        | 2 – 0                                                                            | Trinidad e Tobago                                                                | Amichevole                                                                       | -                                                                                | 72’                                                                              |
| 5-6-2021                                                                         | Nassau                                                                           | Bahamas                                                                          | 0 – 0                                                                            | Trinidad e Tobago                                                                | Qual. Mondiali 2022                                                              | -                                                                                | 62’                                                                              |
| 25-3-2022                                                                        | Port of Spain                                                                    | Trinidad e Tobago                                                                | 9 – 0                                                                            | Barbados                                                                         | Amichevole                                                                       | -                                                                                |                                                                                  |
| 4-6-2022                                                                         | Managua                                                                          | Nicaragua                                                                        | 2 – 1                                                                            | Trinidad e Tobago                                                                | CONCACAF Nations League 2022-2023 - 1º Turno                                     | -                                                                                |                                                                                  |
| 7-6-2022                                                                         | Port of Spain                                                                    | Trinidad e Tobago                                                                | 1 – 0                                                                            | Bahamas                                                                          | CONCACAF Nations League 2022-2023 - 1º Turno                                     | -                                                                                |                                                                                  |
| 10-6-2022                                                                        | Kingstown                                                                        | Saint Vincent e Grenadine                                                        | 0 – 2                                                                            | Trinidad e Tobago                                                                | CONCACAF Nations League 2022-2023 - 1º Turno                                     | -                                                                                |                                                                                  |
| 14-6-2022                                                                        | Port of Spain                                                                    | Trinidad e Tobago                                                                | 4 – 1                                                                            | Saint Vincent e Grenadine                                                        | CONCACAF Nations League 2022-2023 - 1º Turno                                     | -                                                                                | 73’                                                                              |
| 22-9-2022                                                                        | Chiang Mai                                                                       | Trinidad e Tobago                                                                | 1 – 2                                                                            | Tagikistan                                                                       | Amichevole                                                                       | -                                                                                |                                                                                  |
| 25-9-2022                                                                        | Chiang Mai                                                                       | Thailandia                                                                       | 2 – 1                                                                            | Trinidad e Tobago                                                                | Amichevole                                                                       | -                                                                                |                                                                                  |
| 28-3-2023                                                                        | Bacolet                                                                          | Trinidad e Tobago                                                                | 1 – 1                                                                            | Nicaragua                                                                        | CONCACAF Nations League 2022-2023 - 1º Turno                                     | -                                                                                | 75’                                                                              |
| Totale                                                                           |                                                                                  | Presenze                                                                         | 12                                                                               |                                                                                  | Reti                                                                             | 0                                                                                |                                                                                  |

## Palmarès

### Club

#### Competizioni nazionali
- Campionato moldavo: 3

Sheriff Tiraspol: 2020-2021, 2021-2022, 2022-2023
- Coppa di Moldavia: 2

Sheriff Tiraspol: 2021-2022, 2022-2023